# Liste der Biografien/Martin, L
Liste der Biografien |
Portal Biografien |
L Personensuche
# |
A |
B |
C |
D |
E |
F |
G |
H |
I |
J |
K |
L |
M |
N |
O |
P |
Q |
R |
S |
T |
U |
V |
W |
X |
Y |
Z |
?
 
Ma |
Mb |
Mc |
Md |
Me |
Mf |
Mg |
Mh |
Mi |
Mj |
Mk |
Ml |
Mm |
Mn |
Mo |
Mp |
Mq |
Mr |
Ms |
Mt |
Mu |
Mv |
Mw |
Mx |
My |
Mz
 
Maa |
Mab |
Mac |
Mad |
Mae |
Maf |
Mag |
Mah |
Mai |
Maj |
Mak |
Mal |
Mam |
Man |
Mao |
Map |
Maq |
Mar |
Mas |
Mat |
Mau |
Mav |
Maw |
Max |
May |
Maz
 
Mara |
Marb |
Marc |
Mard |
Mare |
Marf |
Marg |
Marh |
Mari |
Marj |
Mark |
Marl |
Marm |
Marn |
Maro |
Marp |
Marq |
Marr |
Mars |
Mart |
Maru |
Marv |
Marw |
Marx |
Mary |
Marz
 
Marta |
Marte |
Marth |
Marti |
Martj |
Martl |
Martm |
Martn |
Marto |
Martr |
Marts |
Martt |
Martu |
Martw |
Marty |
Martz
 
Martia |
Martic |
Martie |
Martig |
Martik |
Martil |
Martim |
Martin |
Martir |
Martis |
Martit |
Martiu |
Martiv
 
Martin, A |
Martin, B |
Martin, C |
Martin, D |
Martin, E |
Martin, F |
Martin, G |
Martin, H |
Martin, I |
Martin, J |
Martin, K |
Martin, L |
Martin, M |
Martin, N |
Martin, O |
Martin, P |
Martin, Q |
Martin, R |
Martin, S |
Martin, T |
Martin, U |
Martin, V |
Martin, W |
Martin, Z |
Martina |
Martinb |
Martinc |
Martind |
Martine |
Marting |
Martinh |
Martini |
Martinj |
Martink |
Martino |
Martinp |
Martins |
Martinu |
Martiny |
Martinz
Die Liste der Biografien führt alle Personen auf, die in der deutschsprachigen Wikipedia einen Artikel haben. Dieses ist eine Teilliste mit 38 Einträgen von Personen, deren Namen mit den Buchstaben „Martin, L“ beginnt.

## Martin, L

### Martin, La
- Martin, Larry (1943–2013), US-amerikanischer Paläontologe
- Martin, Larry (* 1950), US-amerikanischer Skilangläufer
- Martin, Laura (* 1979), deutsche Sängerin
- Martin, Laurence (1928–2022), britischer Militärpilot und Politikwissenschaftler
- Martin, LaVonna (* 1966), US-amerikanische Hürdenläuferin

### Martin, Le
- Martin, Lee Roy (1937–1972), US-amerikanischer Serienmörder
- Martin, Léon (1873–1967), französischer Politiker und Widerstandskämpfer
- Martin, Leonard (1901–1967), britischer Segler
- Martin, Léonie (1863–1941), französische römisch-katholische Ordensfrau
- Martin, Leopold (1815–1885), deutscher Tierpräparator
- Martin, Leotis (1939–1995), US-amerikanischer Boxer
- Martin, Leslie (1908–2000), englischer Architekt, und Vertreter des sogenannten International Style
- Martin, Lewis (1894–1969), US-amerikanischer Schauspieler
- Martin, Lewis (* 1996), schottischer Fußballspieler
- Martin, Lewis J. (1844–1913), US-amerikanischer Politiker

### Martin, Li
- Martin, Lilo (1908–1986), deutsche Komponistin
- Martin, Linda (* 1947), irische Sängerin und FernsehmoderatorinLinda Martin (* 1947)

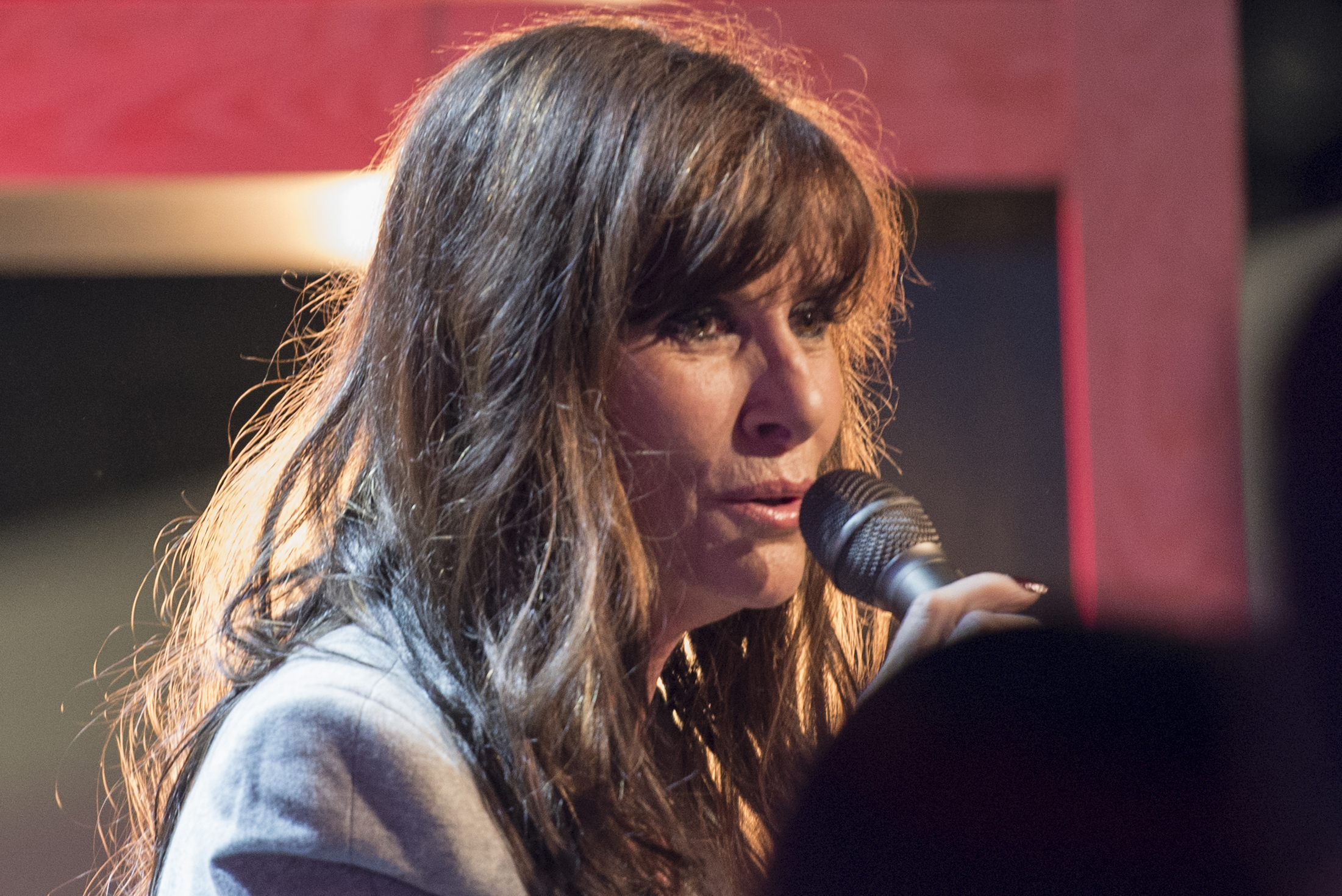
Linda Martin (* 1947)

- Martin, Lionel (1878–1945), britischer Geschäftsmann und Rennfahrer
- Martin, Lionel (* 1974), französischer Jazzmusiker (Saxophone)
- Martin, Lisa (* 1961), US-amerikanische Politikwissenschaftlerin

### Martin, Lo
- Martin, Lock (1916–1959), US-amerikanischer Laienschauspieler
- Martin, Logan (* 1993), australischer BMX-Fahrer
- Martín, Lope, spanischer Seefahrer
- Martín, Lorena (* 1996), spanische Leichtathletin
- Martin, Lori (1947–2010), US-amerikanische Kinderdarstellerin und Schauspielerin
- Martin, Louis (1823–1894), französischer Seliger der katholischen Kirche
- Martin, Louis (* 1875), französischer Schwimmer und Wasserballspieler
- Martin, Louis (1936–2015), britischer Gewichtheber

### Martin, Lu
- Martin, Lucien (1908–1950), kanadischer Violinist und Dirigent
- Martin, Ludovic (* 1976), französischer Radrennfahrer
- Martin, Ludwig (1909–2010), deutscher Generalbundesanwalt
- Martín, Luis Dario (* 1961), argentinischer Geistlicher, römisch-katholischer Weihbischof in Santa Rosa
- Martín, Luis Miguel (* 1972), spanischer Hindernisläufer
- Martín, Luisgé (* 1962), spanischer Schriftsteller
- Martin, Luther (1748–1826), amerikanischer Politiker, der gegen die Ratifizierung der amerikanischen Verfassung war
- Martin, Lutz (* 1954), deutscher vorderasiatischer Archäologe

### Martin, Ly
- Martin, Lynn, US-amerikanische Drehbuchautorin
- Martin, Lynn Morley (* 1939), US-amerikanische Politikerin